# كريس هيل (مدرب كرة سلة)
كريس هيل (بالإنجليزية: Chris Hill)‏ هو مدرب كرة سلة أمريكي، ولد في 1950.